# Amazona finschi
Amazona finschi là một loài chim trong họ Psittacidae.

## Hình ảnh

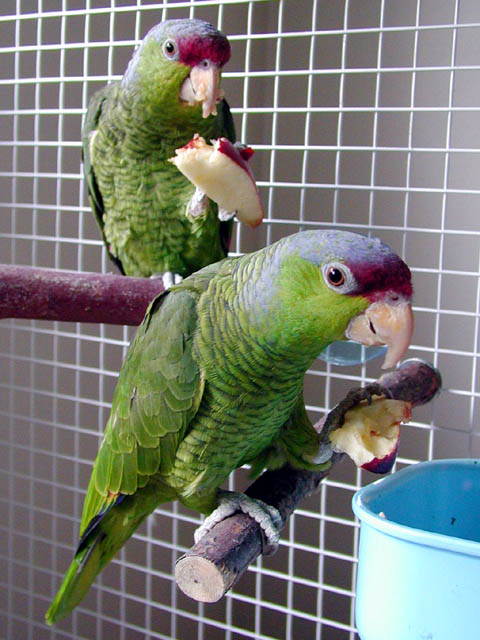
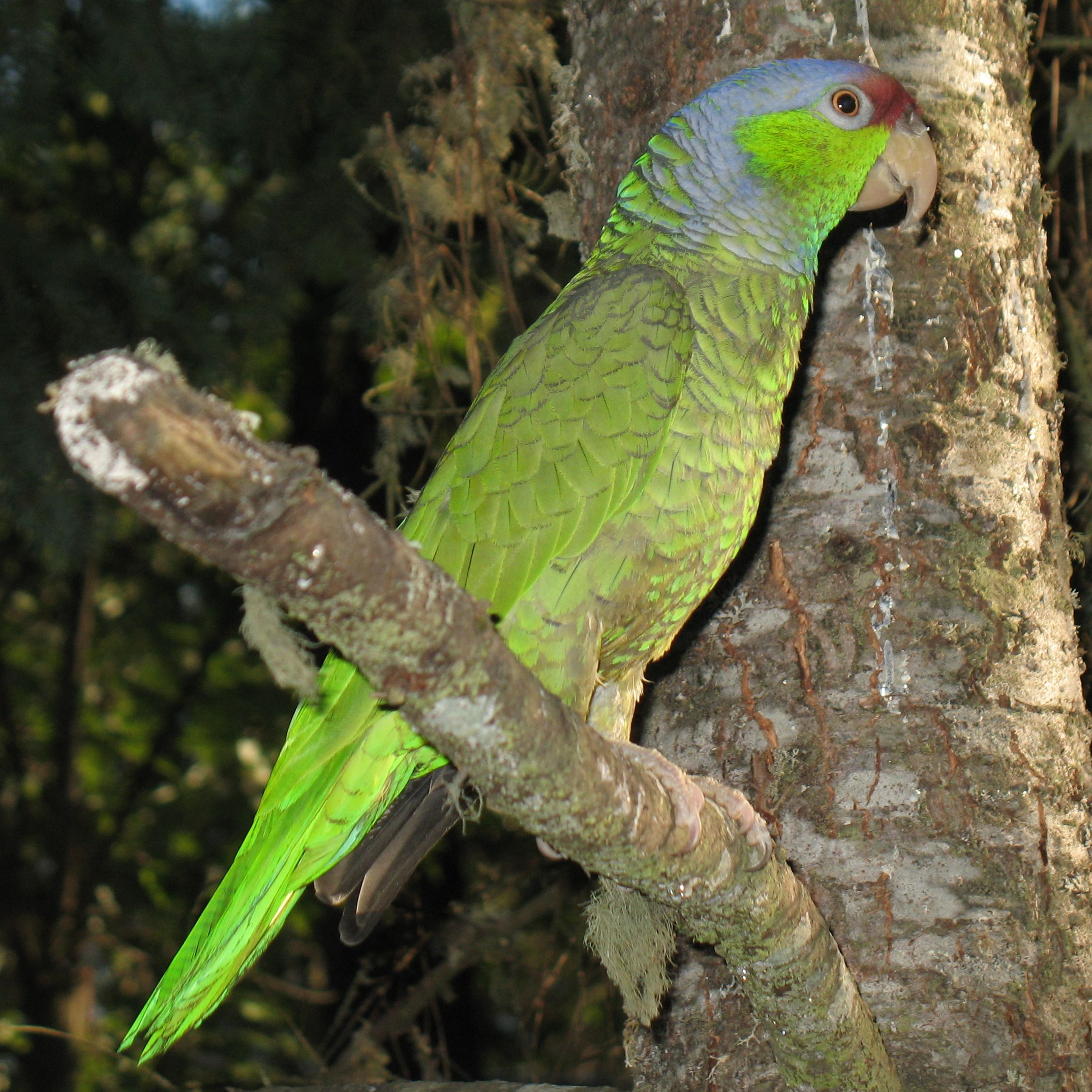
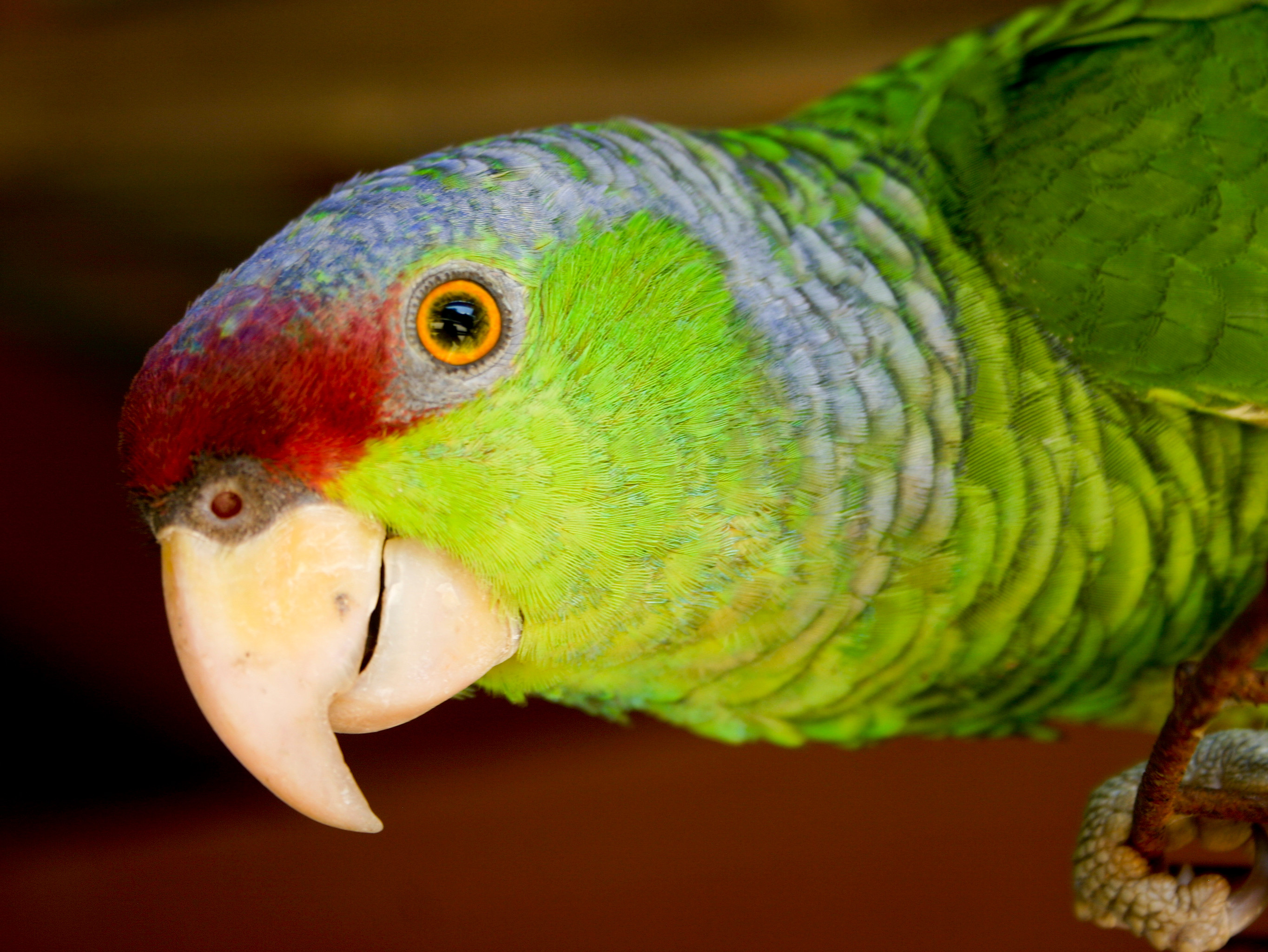
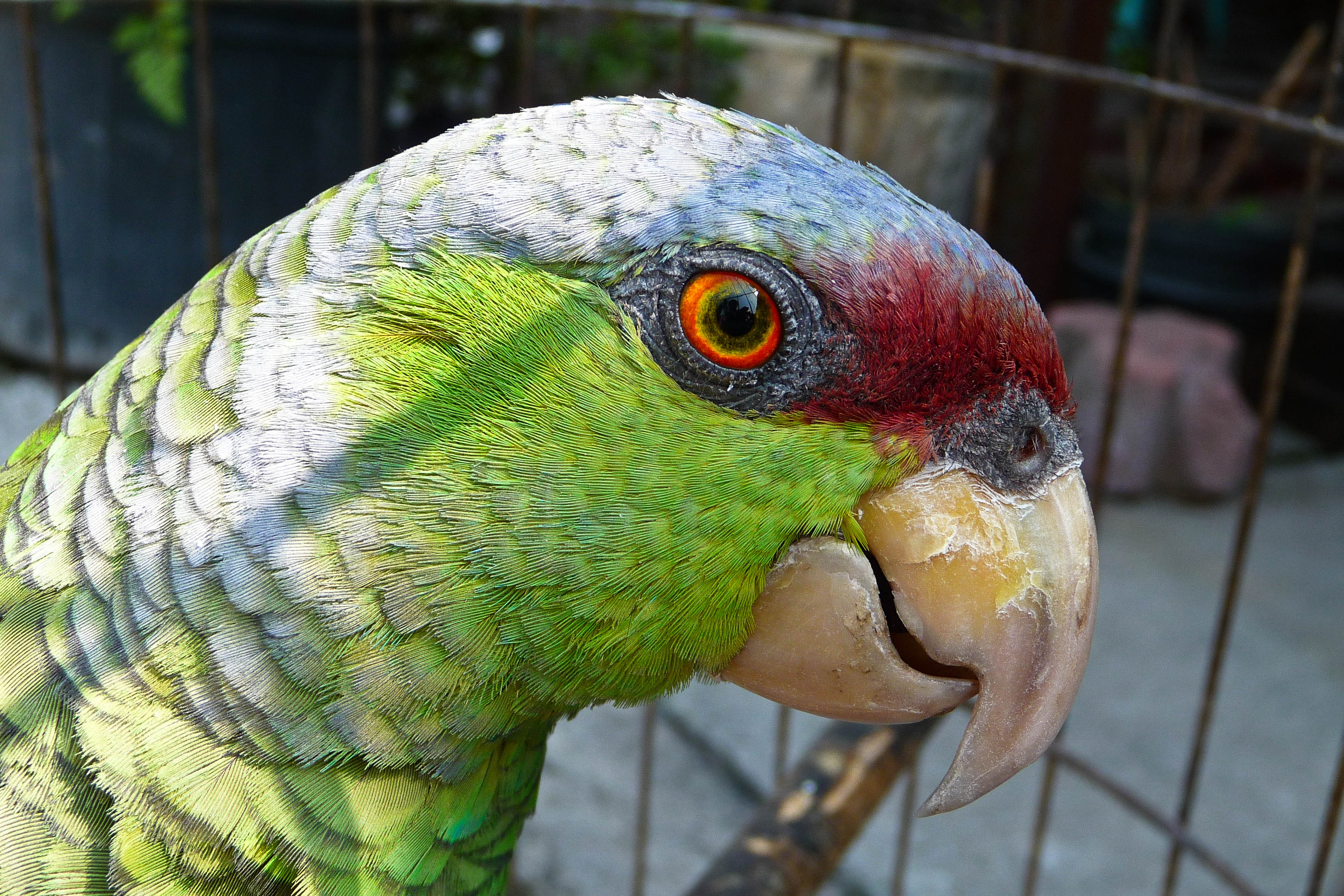
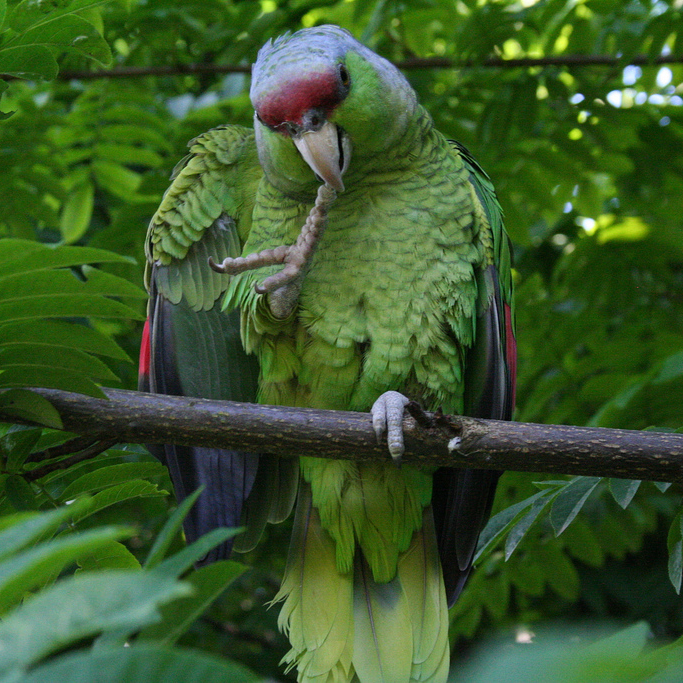